# Domenic Weinstein
Domenic Weinstein (né le 27 août 1994 à Villingen-Schwenningen) est un coureur cycliste allemand, actif entre 2013 et 2022. Pratiquant principalement le cyclisme sur piste, il est notamment champion du monde de la course aux points juniors en 2011 et champion d'Europe de poursuite en 2018. 

## Biographie
Domenic Weinstein commence le cyclisme au sein du RSC Donaueschingen. En 2010, il devient champion d'Allemagne de course aux points et poursuite individuelle chez les cadets (moins de 17 ans). L'année suivante, il fait ses débuts chez les juniors (moins de 19 ans) et devient vice-champion d'Allemagne de course aux points et de la course à l'américaine à deux et troisième de la poursuite par équipes. Quelques semaines plus tard, il devient champion du monde de course aux points juniors à Moscou. Aux championnats d'Europe sur piste juniors de 2012, il remporte la médaille de bronze sur la poursuite par équipes avec Nils Schomber, Jonas Tenbrock et Leon Rohde. 
En 2014, il est champion d'Europe de course à l'américaine espoirs (moins de 23 ans) avec Leon Rohde. L'année suivante, il est pour la première fois champion d'Allemagne de poursuite, où il bat le record national en 4 minutes et 17,417 secondes. Le 17 octobre 2015, il décroche la médaille d'argent dans cette discipline aux championnats d'Europe élites.
En 2016, il est vice-champion du monde de poursuite, battu en finale par Filippo Ganna. La même année, il participe aux Jeux olympiques de Rio de Janeiro, où il termine cinquième de la poursuite par équipes avec Nils Schomber, Kersten Thiele, Henning Bommel et Theo Reinhardt.
Aux championnats d'Allemagne sur piste de 2017 à Francfort (Oder), il décroche l'or en poursuite individuelle en établissant un nouveau record national en 4 minutes et 13.453 secondes. Il remporte un deuxième titre sur la poursuite par équipe. À l'automne de cette année-là, il est médaillé de bronze au championnat d'Europe de poursuite à Berlin..
En août 2018, Weinstein participe à la poursuite du championnat d'Europe de Glasgow. Lors des qualifications, il améliore de nouveau son propre record d'Allemagne de l'année précédente en 4 minutes et 13.073 secondes. En finale pour l'or, il bat le Portugais Ivo Oliveira et devient champion d'Europe. Il remporte ainsi son premier titre international chez les élites. Aux mondiaux de 2019 à Pruszków, il porte son record à 4 minutes et 9,091 secondes en qualifications de la poursuite individuelle. En finale, il perd à nouveau contre l'Italien Filippo Ganna.
En 2021, il se classe sixième de la poursuite par équipes aux Jeux olympiques de Tokyo. L'année suivante, il se fait opérer du genou, puis doit déclarer forfait pour les championnats d'Europe de Munich en raison d'une infection au coronavirus.
En octobre 2022, il annonce qu'il arrête sa carrière à l'âge de 28 ans pour se concentrer sur son métier de policier.

## Palmarès sur piste

### Jeux olympiques
- Rio 2016
  - 5e de la poursuite par équipes
- Tokyo 2020
  - 6e de la poursuite par équipes

### Championnats du monde
- Saint-Quentin-en-Yvelines 2015
  - 4e de la poursuite par équipes
- Londres 2016
  -  Médaillé d'argent de la poursuite individuelle
  - 9e de l'américaine
- Pruszków 2019
  -  Médaillé d'argent de la poursuite individuelle
  - 5e de la poursuite par équipe[2]

### Championnats du monde juniors
- Moscou 2011
  -  Champion du monde de la course aux points juniors

### Coupe du monde
- 2017-2018
  - 2e de la poursuite par équipes à Pruszków
- 2019-2020
  - 1er de la poursuite par équipes à Hong Kong (avec Theo Reinhardt, Leon Rohde et Felix Groß)

### Coupe des nations
- 2021
  - 1er de la poursuite par équipes à Hong Kong (avec Felix Groß, Marco Mathis, Leon Rohde et Theo Reinhardt)
  - 2e de la poursuite à Hong Kong
- 2022
  - 3e de la poursuite par équipes à Milton

### Championnats d'Europe
| Édition / Épreuve     | Poursuite individuelle | Poursuite par équipes | Américaine           |
| Anadia 2012 (juniors) |                        | Bronze                | Bronze               |
| Anadia 2014 (espoirs) |                        | Bronze                | Or (avec Leon Rohde) |
| Granges 2015          | Argent                 |                       |                      |
| Berlin 2017           | Bronze                 |                       |                      |
| Glasgow 2018          | Or                     |                       |                      |
| Apeldoorn 2019        | Argent                 |                       |                      |

### Autres compétitions
- 2015-2016
  - 1er de la poursuite à Cali

### Championnats d'Allemagne
- Champion d'Allemagne de l'américaine juniors : 2011 (avec Arne Egner)

- Champion d'Allemagne de poursuite : 2015, 2017 et 2018
- Champion d'Allemagne de poursuite par équipes : 2015 (avec Henning Bommel, Theo Reinhardt et Nils Schomber) et 2017 (avec Lucas Liß, Theo Reinhardt et Kersten Thiele)

## Palmarès sur route
- 2015
  -  Champion d'Allemagne du contre-la-montre par équipes
- 2016
  -  Champion d'Allemagne du contre-la-montre par équipes